# Тетрафис
Тетрафис (лат. Tetraphis) — род мхов семейства Тетрафисовые (Tetraphidaceae) порядка Тетрафисовые (Tetraphidales).

## Название
Название рода произошло от греческоо слова τετρα (четыре), по числу зубцов перистома.

## Описание
Стебли высотой 1—4 см. В нижней части стебля листья чешуевидные, расставленные, в верхней части листья более крупные, сближенные, прямоотстоящие, яйцевидно-ланцетные, с цельными краями и с хорошо развитой жилкой. На верхушках особых побегов, часто собранных в отдельные дерновинки, имеются линзовидные выводковые тела в бокальчатых корзиночках. Коробочка наполовину прикрыта неправильно разорванным по краю колпачком.

## Среда обитания и распространение
В основном произрастают в бореальной лесной полосе Голарктики на гнилой древесине.

## Классификация
Согласно базе данных Catalogue of Life на март 2025 года род включает следующие виды:
- Tetraphis geniculata Girg ex Milde, 1865 — Тетрафис коленчатый
- Tetraphis pellucida Hedw., 1801 — Тетрафис прозрачный